# Miquel Rayó i Ferrer
Miquel Rayó i Ferrer (Palma, Mallorca, 21 de setembre de 1952), és un escriptor, educador i activista ecologista mallorquí. S'ha especialitzat en narracions per a infants i joves, majoritàriament en català.
Estudià peritatge i professorat mercantil a l'Escola de Comerç de Palma i, després, es llicencià en Ciències de l'Educació a la UIB. Ha impartit classes als instituts de Felanitx, Inca, Llucmajor i Palma, primer de professor de Formació Professional i, posteriorment, d'orientador. Posà en marxa, juntament amb d'altres, el Programa d'Orientació i Transició a la Universitat. Participà activament en les primeres etapes del moviment ecologista de les Illes Balears i fou un dels fundadors el 1973 del Grup Balear d'Ornitologia i Defensa de la Naturalesa (GOB), del qual en fou president (1982-83 i 1988). També fou un dels fundadors de Tramuntana XXI el 2016 i tresorer del Grup Excursionista de Mallorca (1972-1973).
Rayó és autor de llibres sobre la naturalesa balear, especialment d'ornitologia, i l'educació ambiental; i guies de muntanya i de turisme. En el camp de la literatura, s'ha dedicat principalment a escriure per a lectors joves, per la qual cosa en les seves obres hi són presents les aventures i la natura, la tendresa, les emocions i els valors humans, i també les rondalles mallorquines i els viatges per terres desconegudes. Les seves obres tenen un estil poètic, de llenguatge ric, amb moments d'humor i d'intensament dramàtics. També ha escrit dues novel·les per a adults (La reina de Sabà i L'ungla de la gran bèstia). Moltes de les seves obres s'han traduït al castellà.
Els contes i novel·les de Rayó han tengut un gran èxit entre els lectors i han estat ben valorats per la crítica. Per això, han estat premiats en importants certàmens, com ara el Guillem Cifre de Colonya (1982) per El raïm del sol i de la lluna; el Josep Maria Folch i Torres (1987) per Les ales roges; el Crítica Serra d'Or de Literatura Infantil i Juvenil (2001) per El camí del far; etc.

## Obra

### No-ficció
- Aucells esquius [amb Gabriel Janer Manila]. Palma: Moll, 1979.
- Aucellari o Llibre dels Aucells. Palma: José J. de Olañeta, editor, 1985.
- Didàctica de la Natura a les Balears [en col·laboració]. Palma: Societat Balear d'Educació Ambiental / Premsa Universitària, 1987.
- Cabrera, natura entre les ones. Palma: Lleonard Muntaner, 1997.
- Cabrera, l'illa sense nom [amb fotografies de Gabriel Servera]. Binissalem: Di7 edicions, 2000.
- Les aus de S'Albufera: la nostàlgia del fang [amb fotografies de Sebastià Torrens]. Binissalem: Di7 edicions, 2001.
- Mallorca, la Serra [Amb fotografies de Jaume Gual]. Binissalem: Di7 edicions, 2002.
- Les basses tranquil·les d'Es Salobrar [Amb fotografies de Pere Garcias]. Binissalem: Di7 edicions, 2004.
- Natura Mallorca [amb fotografies de Sebastià Torrens]. Sant Lluís: Triangle Postals, 2005.
- GR221. Serra de Tramuntana. Mallorca, Ruta de Pedra en Sec [amb Joan Sastre. Fotografies: Sebastià Torrens]. Sant Lluís (Menorca): Triangle Postals, 2008.
- Illes Balears. Paisatges [amb fotografies de Sebastià Torrens]. Sant Lluís (Menorca): Triangle Postals, 2012.
- Mallorca. Madrid: Anaya Touring, 2016.
- Menorca. Madrid: Anaya Touring, 2015.
- Ibiza y Formentera. Madrid: Anaya Touring, 2015.
- Els aucells a les rondalles mallorquines i al cançoner. Palma: Documenta Balear, 2018.
- Llibres i literatura de muntanya a l'illa de Mallorca. Palma: Lleonard Muntaner, 2018.
- Hivern a Mallorca [Sebastià Torrens, fotografia]. Binissalem: Disset, 2020.
- Penyaleres. Dones, excursionisme i muntanyisme a les Illes Balears. Institut Balear de la Dona, 2021.[7]

### Poesia
- Llibre de minúcies. Palma: Rata Cultura Expandida, 2017.
- La nuesa del silenci. Pollença: El Gall Editor, 2017.
- Aquí diu vent. Calonge (Santanyí): AdiA Edicions, 2023.
- Del quadern d’Adam. Pollença: El Gall Editor, 2023.
- Quadern de camp. Haikus del salobrar. Pollença. El Gall Editor, 2024.[5]

### Ficció
| - El raïm del sol i de la lluna. Barcelona: La Galera, 1983. - Plagueta d'ales. Barcelona: Abadia de Montserrat, 1984. - El secret de la fulla d'alzina. Barcelona: La Galera, 1985. - La reina de Sabà. Palma: Moll, 1995. - La bella Ventura. Barcelona: La Galera, 1986. - La terra té puces [Teatre]. Palma: Moll, 1987. - Les ales roges. Barcelona: La Galera, 1988. - Quan el vell Baltasar tornava a la vila. Barcelona: Edebé, 1988. - El corsari. Barcelona: Cruïlla, 1988. - El vellet de la barba verda. Barcelona: Teide, 1988. - Un ermità i un gegant. Barcelona: Edicions B, 1989. - En Tupac i els fills del sol. Barcelona: Bruño, 1990. - Eh, vellmarí! Barcelona: Cruïlla, 1991. - L'última por. Barcelona: Cruïlla, 1992. - Un conte d'àngels i dimonis [Teatre]. Barcelona: La Galera, 1992. - Contraban. Barcelona: Cruïlla, 1995. - En Gostí Lladre [Adaptació d'una rondalla d'Antoni M. Alcover]. Palma: Moll, 1997 | - L'ungla de la gran bèstia. Palma: Moll, 1997. - N'Anna i el vern. Barcelona: Edebé, 1998. - La rabosa i l'eriçó [Adaptació d'una rondalla d'Antoni M. Alcover]. Palma: Moll, 1999. - Les muntanyes de foc. Barcelona: Columna, 2000. - El camí del far. Barcelona: Edebé, 2000. - Simbad, el niño [castellà]. Madrid: Anaya, 2000. - Els viatges de Sindbad. Palma: José J. de Olañeta, 2002. - On són lliures els estels. Barcelona: Baula, 2003. - Dama blanca, merla negra. Barcelona: La Galera, 2004. - El cementiri del capità Nemo [amb il·lustracions de Pablo Auladell]. Barcelona: Baula, 2004. - Balena [amb il·lustracions de Mireia Coll]. Bellaterra: Lynx Edicions, 2005. - Iosa i les grues (amb il·lustracions de Valentí Gubianas). Barcelona: Alfaguara/Grup Promotor, 2006. - La Mare Baleneta [amb il.lustracions de Ferran Terol]. Adaptació de la rondalla del mateix títol d’Antoni M. Alcover. Institut d’Estudis Baleàrics: Palma, 2007. - Eón [castellà. Il·lustracions de Xosé Cobas]. Madrid: Anaya, 2008. - El bastó d'Homer [amb il·lustracions de Javier Andrada]. Barcelona: Barcanova, 2009. - L'enigma Altai. Barcelona: Edebé, 2010. - Les verges del sol. Alzira: Bromera, 2013. - El niño Polifemo. Palma: Imagine Content, 2018. |

#### El camí del far
El camí del far és una novel·la juvenil breu guanyadora del premi Edebé de literatura infantil 2000 i de la Crítica Serra d'Or de Literatura Infantil i Juvenil 2001. Tracta el tema de la Guerra Civil Espanyola (1936-1939) i de la postguerra a Mallorca escrita en un estàndard balear. El protagonista principal és un infant, en Miquelet, que no entén les causes del conflicte que ha dividit la societat en vençuts i vencedors. De la mà d'uns presoners que arriben al seu poble per reconstruir la carretera que va al far, troba algunes respostes i la crueltat de l'odi dels vencedors. En Miquelet entra en un camp de presoners republicans, en les llars destruïdes per la mort d'un dels seus membres, en la soledat del cor d'una vídua, en la sorollosa taverna on els feixistes pregonen el seu poder.

## Premis
- Guillem Cifre de Colonya de literatura infantil i juvenil (1982) per El raïm del sol i de la lluna;
- Generalitat de Catalunya (1986) per La bella Ventura;
- Josep Maria Folch i Torres (1987) per Les ales roges;
- Joaquim Ruyra de narrativa juvenil (1999) per Les muntanyes de foc;
- Edebé de literatura infantil (2000) per El camí del far;
- Fundació Enciclopèdia Catalana (2000) per Dama Blanca, Merla Negra;
- Crítica Serra d'Or de Literatura Infantil i Juvenil (2001) per El camí del far;
- Ala Delta de literatura infantil (2004) per El cementiri del capità Nemo;
- Llista d'Honor de l'IBBY (International Board on Books for Young People) (2012) per L'enigma Altai.[3]
- XVIII Premi Aurora Díaz-Plaja (2019) de crítica, estudi i divulgació de la literatura infantil i juvenil catalana.[5]